# Јулије Кеп Јенсен
Јулије Кеп Јенсен (дан. Julie Kepp Jensen; Видовре, 3. јануар 2000) — данска пливачица, вишеструка учесница светских првенстава и Олимпијских игара, национална првакиња и рекордерка. Њена примарна дисциплина су спринтерске трке слободним стилом.

## Спортска каријера
Прве запаженије успехе у међународној пливачкој каријери, Јенсенова је постигла као јуниорка  током 2015, освајањем две бронзане медаље на Европским играма у Бакуу, у тркама на 50 слободно и 50 делфин. 
Годину дана касније успешно је дебитовала и у сениорској конкуренцији, пошто је на Европском првенству у Лондону као чланица данске штафете на 4×100 метара слободно заузела високо 5. место у финалу. Свега месец дана касније на европском првенству за јуниоре, одржаном у мађарском Ходмезевашархељу освојила је златну медаљу у трци штафета на 4×100 слободно, те сребро у појединачној трци на 50 метара слободним стилом. 
Успела је да се избори за место у олимпијској репрезентацији Данске за ЛОИ 2016. у Рију, чиме је постала најмлађа најмлађа олимпијска у историји данског пливања. Дански тим, за који су поред Јенсенове пливале још и Перниле Блуме, Сара Бро и Мије Нилсен, заузео је 12. место у квалификацијама и није успео да се пласира у финалну трку. 
Прве медаље у сениорској конкуренцији освојила је на Европском првенству у малим базенима одржаном у Копенхагену 2017, сребро и бронзу у штфетним тркама на 4×50 мешовито и 4×50 слободно.
На светским првенствима у великим базенима је дебитовала у Квангџуу 2019, где је успела да се пласира у полуфиналне трке на 50 слободно (15) и 50 леђно (16. место). 
Јенсенова се такмичила и на Олимпијским играма у Токију 2020. и Паризу 2024. године. У Токију је остварила пласмане на 8. место у финалу штафетне трке на 4×100 слободно, док је појединачну трку на 50 слободно окончала на 16. месту у полуфиналу. Идентичан резултат остварила је и у Паризу у трци на 50 слободно, док је у штафетној трци на 4×100 слободно дански тим заузео 11. место.